# 長浜市立北郷里小学校
長浜市立北郷里小学校（ながはましりつ きたごおりしょうがっこう）は、滋賀県長浜市春近町にある市立小学校。

## 沿革
1876年（明治9年）7月、五里小学校が創設された。1886年（明治19年）11月、開新小学校を併合して教親小学校に改称、尋常科を設置した。その際、小屋に分教場、千草に簡易科小学校を設けた。1892年（明治25年）9月、郷里尋常小学校（尋常小学校）に改称した。1900年（明治33年）4月、高等科を併置して北郷里尋常高等小学校（尋常高等小学校）と改称した。1903年（明治36年）4月、高等科男子のため農業科を併置、1904年（明治37年）4月、裁縫専修学校を廃止して、村立農業補習学校（実業補習学校）を附設した。1912年（大正2年）、千草分教場を再設置し、尋常科1・2年生を移し、翌年には3年生を、翌々年には4年生ならびに農業補習学校の生徒を移した。1922年（大正11年）7月、公会堂を建設し、5・6年生をここに移したが、同年12月、5・6年生を本校に移した。1929年（昭和4年）9月には4年生を、翌年4月には3年生を本校に移した。

1925年（大正14年）、校舎の移転改築が企図されたが、移転地をめぐり村会の意見が長く対立し、1928年（昭和3年）8月、滋賀県の調停によって移転地の指定に至ったが、実現には至らなかった。さらに1931年（昭和6年）9月には、石田・小屋・堀部の全児童および保多の一部児童ら258名が同盟休校し、堀部にて私設学校を開始するまでに至った。1932年（昭和7年）7月ようやく妥結し、1933年（昭和8年）10月、現在の地に改築移転した。

1941年（昭和16年）4月、国民学校令により北郷里国民学校に改称し、1947年（昭和22年）4月に現在の校名に改称した。

### 年表
- 1876年（明治9年）7月 - 春近村・保多村・垣籠村・東上坂村・西上坂村の5村により五里小学校が創設される
- 1886年（明治19年）11月 - 石田村・小屋村・堀部村・七条村の4村が創設した開新小学校を併合。教親小学校に改称。小屋に分教場、千草に簡易科小学校を設置
- 1889年（明治22年）4月 - 石田村・小屋村・堀部村・保多村・垣籠村・春近村・東上坂村・西上坂村・千草村が合併し北郷里村が発足
- 1892年（明治25年）
  - 9月 - 郷里尋常小学校に改称。千草の簡易科小学校を廃止し、分教場を設置
  - 11月 - 分教場を廃止
- 1900年（明治33年）4月 - 高等科を併置して北郷里尋常高等小学校と改称
- 1903年（明治36年）4月 - 農業科を併置
- 1904年（明治37年）4月 - 裁縫専修学校を廃止して、村立農業補修学校を附設
- 1912年（大正2年） - 千草分教場を再設置
- 1933年（昭和8年）10月 - 現在の地に移転
- 1941年（昭和16年）4月 - 国民学校令により北郷里国民学校に改称
- 1943年（昭和18年）4月1日 - 長浜町・神照村・六荘村・南郷里村・西黒田村・神田村と合併して長浜市が発足。
- 1947年（昭和22年）
  - 3月 - 千草分教場を廃止
  - 4月 - 学校教育法により長浜市立北郷里小学校に改称

（「長浜市二十五年史」（長浜市）1967年　第十章 文教 521-522頁より）

## 周辺
東に横山、北に姉川がある。